# Kasauli
Kasauli är en ort i Indien.   Den ligger i distriktet Solan och delstaten Himachal Pradesh, i den norra delen av landet, 250 km norr om huvudstaden New Delhi. Kasauli ligger 1 858 meter över havet och antalet invånare är 5 215.
Terrängen runt Kasauli är huvudsakligen kuperad, men söderut är den bergig. Kasauli ligger uppe på en höjd. Runt Kasauli är det tätbefolkat, med 383 invånare per kvadratkilometer. Närmaste större samhälle är Kālka, 6,9 km söder om Kasauli. I omgivningarna runt Kasauli växer i huvudsak blandskog.